# Gisselberg
Gisselberg ist ein Stadtteil von Marburg an der Lahn im mittelhessischen Landkreis Marburg-Biedenkopf. Das Dorf liegt an der Lahn am Marburger Rücken südwestlich von Marburg.

## Geschichte

### Ortsgeschichte
Die älteste bekannte schriftliche Erwähnung von Gisselberg erfolgte unter dem Namen Goselberg um das Jahr 1300.
Zwischen 1973 und 1975 wurde eine Friedhofskapelle als Kirche erbaut.
Zum 1. Juli 1974 wurde die bis dahin selbständige Gemeinde Gisselberg im Zuge der Gebietsreform in Hessen kraft Landesgesetz in die Stadt Marburg eingemeindet.
Für den Stadtteil Gisselberg wurde ein Ortsbezirk eingerichtet.

### Verwaltungsgeschichte im Überblick
Die folgende Liste zeigt die Staaten und Verwaltungseinheiten, denen Gisselberg angehört(e):
- vor 1567: Heiliges Römisches Reich, Landgrafschaft Hessen, Gericht Oberweimar auch genannt Reitzberg (Gericht Oberweimar bestand aus den Orten Oberweimar, Niederwalgern, Kehna, Altna, Weiershausen, Hermershausen, Ciriaxweimar, Gisselberg, Ronhauſen und Wolfshausen, sowie die Hälfte von Dilschhausen und Elnhausen)[8]
- ab 1567: Heiliges Römisches Reich, Landgrafschaft Hessen-Marburg, Amt Marburg[9]
- 1604–1648: Heiliges Römisches Reich, strittig zwischen Landgrafschaft Hessen-Darmstadt und Landgrafschaft Hessen-Kassel (Hessenkrieg), Amt Marburg
- ab 1648: Heiliges Römisches Reich, Landgrafschaft Hessen-Kassel, Amt Marburg
- 1787: Landgrafschaft Hessen-Kassel, Amt Marburg
- ab 1806: Landgrafschaft Hessen-Kassel, Amt Kaldern und Reitzberg
- 1807–1813: Königreich Westphalen,[Anm. 2] Departement der Werra, Distrikt Marburg, Kanton Marburg
- ab 1815: Kurfürstentum Hessen,[Anm. 3] Amt Kaldern und Reitzberg[10]
- ab 1821: Kurfürstentum Hessen, Provinz Oberhessen, Kreis Marburg[11][Anm. 4]
- ab 1848: Kurfürstentum Hessen, Bezirk Marburg
- ab 1851: Kurfürstentum Hessen, Provinz Oberhessen, Kreis Marburg
- ab 1867: Königreich Preußen,[Anm. 5] Provinz Hessen-Nassau, Regierungsbezirk Kassel, Kreis Marburg
- ab 1871: Deutsches Reich, Königreich Preußen, Provinz Hessen-Nassau, Regierungsbezirk Kassel, Kreis Marburg
- ab 1918: Deutsches Reich (Weimarer Republik), Freistaat Preußen, Provinz Hessen-Nassau, Regierungsbezirk Kassel, Kreis Marburg
- ab 1944: Deutsches Reich, Freistaat Preußen, Provinz Kurhessen, Landkreis Marburg
- ab 1945: Amerikanische Besatzungszone,[Anm. 6] Groß-Hessen, Regierungsbezirk Kassel, Landkreis Marburg
- ab 1946: Amerikanische Besatzungszone, Hessen, Regierungsbezirk Kassel, Landkreis Marburg
- ab 1949: Bundesrepublik Deutschland, Hessen, Regierungsbezirk Kassel, Landkreis Marburg
- ab 1974: Bundesrepublik Deutschland, Hessen, Regierungsbezirk Kassel, Landkreis Marburg-Biedenkopf, Stadt Marburg[Anm. 7]
- ab 1981: Bundesrepublik Deutschland, Hessen, Regierungsbezirk Gießen, Landkreis Marburg-Biedenkopf, Stadt Marburg

### Gerichte seit 1821
Mit Edikt vom 29. Juni 1821 wurden in Kurhessen Verwaltung und Justiz getrennt. Der Kreis Marburg wurde für die Verwaltung eingerichtet und das Landgericht Marburg war als Gericht in erster Instanz für Gisselberg zuständig. 1850 wurde das Landgericht in Justizamt Marburg umbenannt. Nach der Annexion Kurhessens durch Preußen 1866 erfolgte am 1. September 1867 die Umbenennung des bisherigen Justizamtes in Amtsgericht Marburg. Auch mit dem Inkrafttreten des Gerichtsverfassungsgesetzes von 1879 blieb das Amtsgericht unter seinem Namen bestehen.

## Bevölkerung

### Einwohnerstruktur 2011
Nach den Erhebungen des Zensus 2011 lebten am Stichtag dem 9. Mai 2011 in Gisselberg 840 Einwohner. Darunter waren 27 (3,2 %) Ausländer.
Nach dem Lebensalter waren 159 Einwohner unter 18 Jahren, 414 zwischen 18 und 49, 144 zwischen 50 und 64 und 120 Einwohner waren älter. Die Einwohner lebten in 360 Haushalten. Davon waren 96 Singlehaushalte, 111 Paare ohne Kinder und 108 Paare mit Kindern, sowie 33 Alleinerziehende und 15 Wohngemeinschaften. In 54 Haushalten lebten ausschließlich Senioren und in 273 Haushaltungen leben keine Senioren.

### Einwohnerentwicklung
| Quelle: Historisches Ortslexikon |                                                                                       |
| • 1577:                          | 8 hausgesessene Mannschaften                                                          |
| • 1630:                          | 7 Hausgesesse (3 dreispännige, 2 zweispännige, 2 einspännige Ackerleute)              |
| • 1681:                          | 5 hausgesessene Mannschaften                                                          |
| • 1838:                          | Familien: 7 nutzungsberechtigte, 12 nicht nutzungsberechtigte Ortsbürger, 6 Beisassen |

| Gisselberg: Einwohnerzahlen von 1746 bis 2019 | Gisselberg: Einwohnerzahlen von 1746 bis 2019 | Gisselberg: Einwohnerzahlen von 1746 bis 2019 | Gisselberg: Einwohnerzahlen von 1746 bis 2019 | Gisselberg: Einwohnerzahlen von 1746 bis 2019 |
| --- | --------------------------------------------- | --------------------------------------------- | --------------------------------------------- | --------------------------------------------- |
| Jahr |                                               |                                               |                                               | Einwohner                                     |
| 1746 | 1746                                          |                                               | 59                                            | 59                                            |
| 1800 | 1800                                          |                                               | ?                                             | ?                                             |
| 1834 | 1834                                          |                                               | 122                                           | 122                                           |
| 1840 | 1840                                          |                                               | 129                                           | 129                                           |
| 1846 | 1846                                          |                                               | 142                                           | 142                                           |
| 1852 | 1852                                          |                                               | 149                                           | 149                                           |
| 1858 | 1858                                          |                                               | 157                                           | 157                                           |
| 1864 | 1864                                          |                                               | 123                                           | 123                                           |
| 1871 | 1871                                          |                                               | 117                                           | 117                                           |
| 1875 | 1875                                          |                                               | 129                                           | 129                                           |
| 1885 | 1885                                          |                                               | 139                                           | 139                                           |
| 1895 | 1895                                          |                                               | 137                                           | 137                                           |
| 1905 | 1905                                          |                                               | 128                                           | 128                                           |
| 1910 | 1910                                          |                                               | 135                                           | 135                                           |
| 1925 | 1925                                          |                                               | 162                                           | 162                                           |
| 1939 | 1939                                          |                                               | 196                                           | 196                                           |
| 1946 | 1946                                          |                                               | 302                                           | 302                                           |
| 1950 | 1950                                          |                                               | 336                                           | 336                                           |
| 1956 | 1956                                          |                                               | 359                                           | 359                                           |
| 1961 | 1961                                          |                                               | 374                                           | 374                                           |
| 1967 | 1967                                          |                                               | 474                                           | 474                                           |
| 1977 | 1977                                          |                                               | ?                                             | ?                                             |
| 1987 | 1987                                          |                                               | 681                                           | 681                                           |
| 1991 | 1991                                          |                                               | 635                                           | 635                                           |
| 1995 | 1995                                          |                                               | 656                                           | 656                                           |
| 2000 | 2000                                          |                                               | 717                                           | 717                                           |
| 2005 | 2005                                          |                                               | 906                                           | 906                                           |
| 2010 | 2010                                          |                                               | 914                                           | 914                                           |
| 2011 | 2011                                          |                                               | 840                                           | 840                                           |
| 2015 | 2015                                          |                                               | 866                                           | 866                                           |
| 2019 | 2019                                          |                                               | 907                                           | 907                                           |
| Datenquelle: Historisches Gemeindeverzeichnis für Hessen: Die Bevölkerung der Gemeinden 1834 bis 1967. Wiesbaden: Hessisches Statistisches Landesamt, 1968. Weitere Quellen: LAGIS; Stadt Marburg:1987–1998, 1999–2003, 2005–2010,2011–2015, 2019:; Zensus 2011 |                                               |                                               |                                               |                                               |

### Historische  Religionszugehörigkeit
| Quelle: Historisches Ortslexikon |                                                                    |
| • 1861:                          | 284 evangelisch-lutherische, 2 römisch-katholische Einwohner       |
| • 1885:                          | 138 evangelische (= 100,00 %) Einwohner                            |
| • 1961:                          | 324 evangelische (= 86,63 %), 47 katholische (= 12,57 %) Einwohner |
| • 1987:                          | 394 evangelische (= 67,8 %), 87 katholische (= 15,0 %) Einwohner   |

### Historische Erwerbstätigkeit
| Quelle: Historisches Ortslexikon | |
| • 1746:                          | Erwerbspersonen: 1 Schmied, 1 Weißbinder, 2 Wirte, 1 Spielmann, 1 Tagelöhner.                                                       |
| • 1838:                          | Familien: 8 Ackerbau, 8 Gewerbe, 9 Tagelöhner.                                                                                      |
| • 1961:                          | Erwerbspersonen: 33 Land- und Forstwirtschaft, 80 Produzierendes Gewerbe, 41 Handel und Verkehr, 24 Dienstleistungen und Sonstiges. |

## Politik

### Ortsbeirat
- BLG: 5

- BLH = Bürgerliste Gisselberg

Für den Stadtteil Gisselberg besteht ein Ortsbezirk mit Ortsbeirat und Ortsvorsteher nach der Hessischen Gemeindeordnung. Er umfasst das Gebiet der ehemaligen Gemeinde Gisselberg. Für die Sitzverteilung siehe die nebenstehende Grafik. Der Ortsbeirat wählte Gernot Günther zum Ortsvorsteher.

## Bauwerke

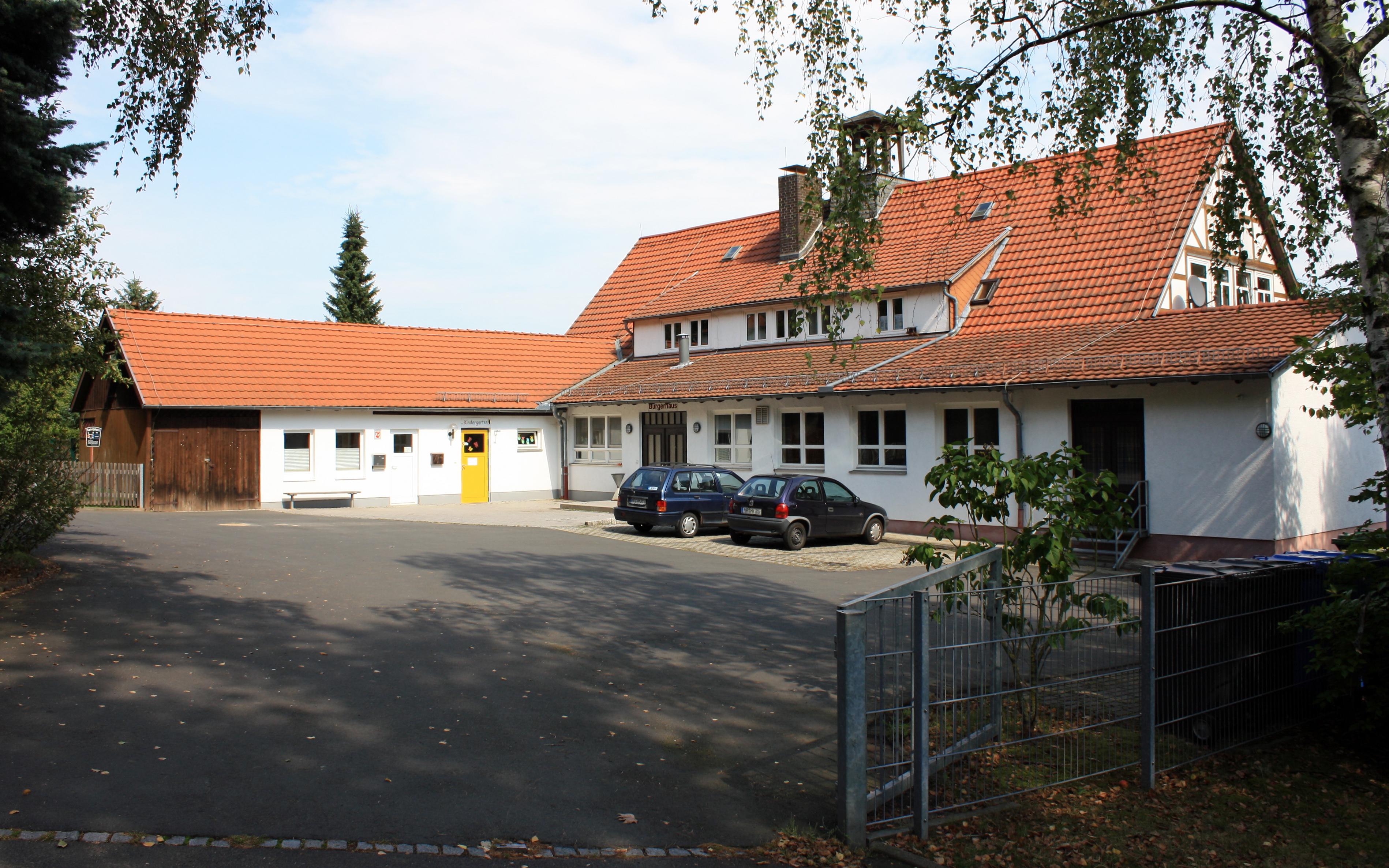
Bürgerhaus
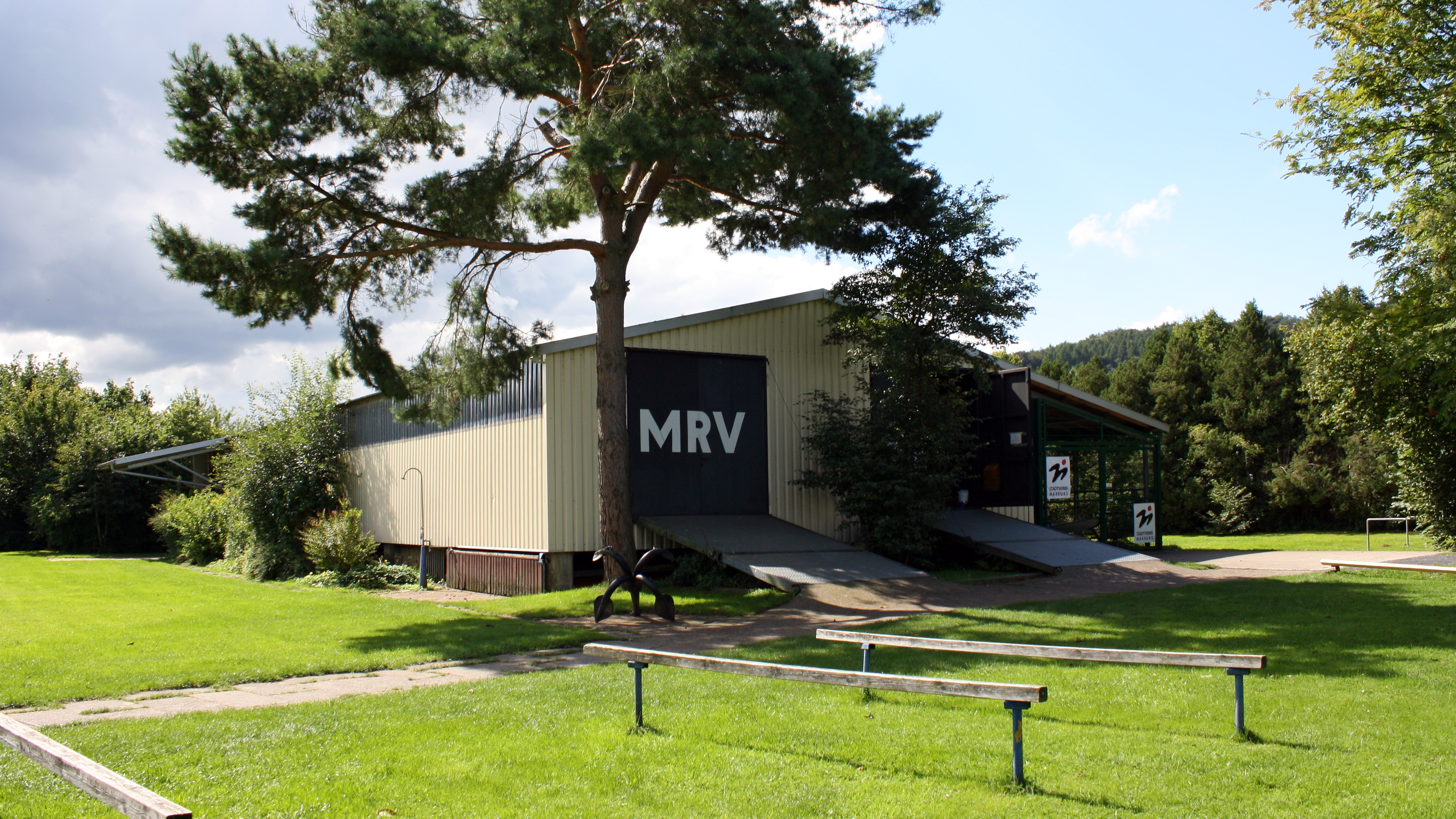
Bootshaus
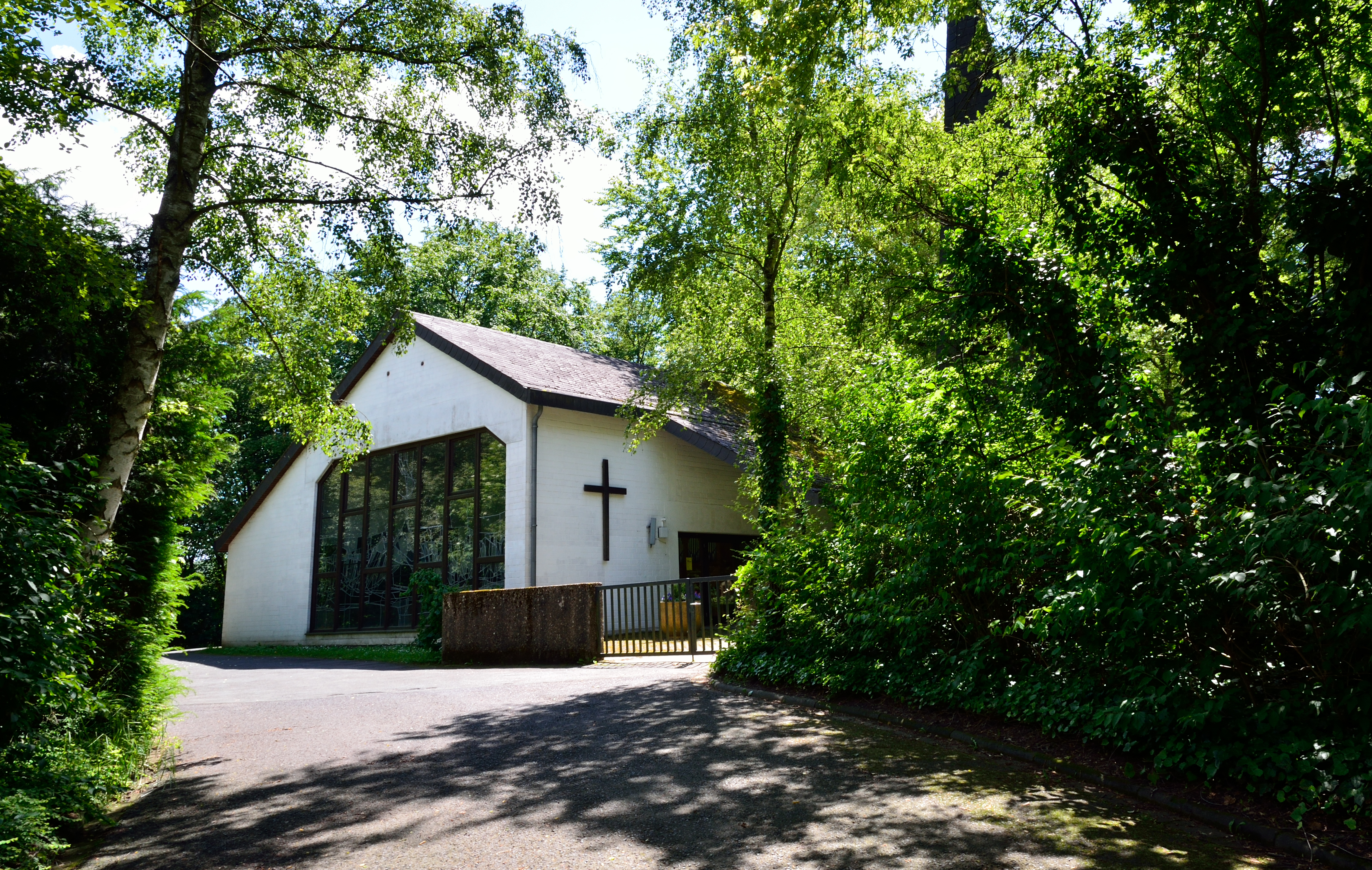
Kirche

## Infrastruktur
- Im Ort gibt es einen kirchlichen Kindergarten, ein Dorfgemeinschaftshaus und einen Bolzplatz.
- An der Lahn steht das Bootshaus des Marburger Rudervereins.
- Die Bundesstraße 255 verläuft durch den Ort, die Bundesstraße 3 am östlichen Ortsrand.

## Persönlichkeiten
- Conrad Damm (1795–1855), Schultheiß und Mitglied des Kurhessischen Landtags